# Анрі Малерб
Анрі Малерб фр. Henry Malherbe, також відомий як Анрі Краузе, (4 лютого 1886, Бухарест — 17 березня 1958) — французький письменник, лауреат Гонкурівської премії в 1917 році за роман «Смолоскип в руці» (фр. La Flamme au poing).
Писав для швейцарської газети французькою «Le Temps».
Анрі Малерб брав участь у Першій світовій війні та був одним із засновників та першим президентом Спілки письменників-комбатантів. Літературна премія за найкраще ессе названа на його честь.